# Владимир Харконнен
Барон Владимир Харконнен (англ. Baron Vladimir Harkonnen) (10 110—10 193) — персонаж из вселенной Дюны, созданной американским писателем Фрэнком Гербертом. Впервые появился в романе «Дюна», а также является одним из главных персонажей в трилогии «Прелюдия к Дюне» Брайана Герберта и Кевина Андерсона.

## Описание
В «Приложении IV: Альманах эн-Ашраф (Избранные отрывки о благородных домах)» Герберта в «Дюне» говорится о Харконнене следующим образом:
ВЛАДИМИР ХАРКОННЕН (10 110-10 193 гг.) Обычно его называют Бароном Харконненом, но официально его титул — сиридар-барон (планетарный губернатор). Владимир Харконнен — прямой потомок по мужской линии Башара Абулурда Харконнена, который был изгнан за трусость после битвы при Коррине. Возвращение Дома Харконненов к власти обычно приписывают ловким манипуляциям на рынке китового меха и последующей консолидации с меланжевым богатством с Арракиса.
Этот персонаж обычно описывается как главный антагонист романа. Герберт пишет в «Дюне», что барон обладает «басовитым голосом» и настолько «ужасно и безмерно толст», что для поддержания его веса требуются антигравитационные устройства, называемые суспензорами. Он является одним из самых богатых членов Ландсраада и злейшим соперником Лето Атрейдеса, а «легендарные зло и интеллект» барона не сравнятся ни с кем другим из Дома Харконненов. В романе барон притворяется возмущённым из-за потери контроля над Арракисом в пользу Лето, но на самом деле замышляет использовать ситуацию как возможность уничтожить Атрейдесов раз и навсегда. Уильям Хьюз из The A.V. Club описывает барона как «декадентский, чудовищный газовый мешок разврата и зла». Такой же безжалостный и жестокий, как умный и хитрый, барон «хитёр и жаждет власти», у него талант манипулировать другими и использовать их слабости, а также имеется склонность к пыткам и шантажу. IGN описывает персонажа как «жестокого, садиста и гедониста», а Трэвис Джонсон из Flicks.com.au пишет, что Харконнен представлен как «хищный гомосексуалист, склонный к педерастии и инцесту, нераскаявшийся насильник и убийца». В «Дюне» и «Детях Дюны» подразумевается сексуальное предпочтение барона к молодым мужчинам. Однако отмечается, что он «однажды позволил соблазнить себя» одной из Бене Гессерит, в результате чего родилась его тайная дочь.

## Биография
Восемьдесят первый падишах-император Шаддам IV Коррино заключил с бароном Владимиром Харконненом сделку, согласно которой дом Коррино выделял дому Харконненов императорских сардаукаров для уничтожения дома Атрейдесов, однако это привело к смерти барона Владимира и отречению Шаддама от престола.
Дочерью барона была Леди Джессика, мать Пола Муад’Диба и Алии Атрейдес. Об этом факте не знали ни сам барон, ни Джессика (до тех пор, пока ей не сообщил об этом Пол Атрейдес, узнавший о своём родстве с Харконненами в одном из видений).
Был убит Алиёй, дочерью Джессики, то есть своей внучкой, гом джаббаром в ходе восстания Пола на Арракисе.

## Образ в экранизациях

### Фильм 1984 года
В фильме 1984 года «Дюна» Дэвида Линча барон Харконнен сыгран Кеннетом Макмилланом. Ожиревший и растрёпанный барон внешне неуравновешен и покрыт сочащимися гнойниками. Уильям Хьюз из The A.V. Club счёл лицевые протезы Макмиллана «очень запоминающимися». Эммет Ашер-Перрин из Tor.com написала, что «попытка Линча печально известна тем, что он опирался на кодифицированные аспекты Барона, вплоть до того, что его болезненный вид был расценён как вероятная связь с эпидемией СПИДа, которая была основным кризисом здравоохранения во время производства фильма». Трэвис Джонсон из Flicks.com.au отметил, что в фильме Линча использовался «архетип развращённого гея-садиста», что было бы неприемлемо в 2019 году. Ашер-Перрин добавила: «Линч также пытается связать желание барона к мужчинам с девиацией и насилием, намеренно сопоставляя его нападение на молодого человека с нежной любовной сценой между герцогом Лето и леди Джессикой Атрейдес». По мнению рецензентов из «Мира фантастики», в фильме барон изображён не как злодей и интриган, а как обезумевший психопат.

### Мини-сериал 2000 года
В 2000 году Иэн Макнис сыграл роль Барона в мини-сериале «Дюна» канала Sci-Fi и его продолжении «Дети Дюны» 2003 года. Ашер-Перрин отмечает, что мини-сериал приуменьшил негативные аспекты, подчёркнутые в фильме Линча, и пишет: «Внешность барона не была изменена, он не кажется больным, он никогда ни на кого не нападает физически, и в мини-сериале больше внимания уделено тому факту, что барон был насильником, а его предпочтение мужчин было случайным». Она также высоко оценила Макниса как выдающегося актёра, написав, что ему «удаётся сделать барона Харконнена — несомненно, одного из самых отвратительных персонажей научно-фантастической литературы — настолько коварным и порочным, насколько это необходимо… и настолько же увлекательным. Макнис обладает превосходным чутьём на то, как сделать так, чтобы за бароном было интересно наблюдать, как бы одиозно он себя ни вёл». Рецензенты из «Мира фантастики» отмечали, что «Харконнен в мини-сериале смотрится гораздо убедительнее своего предшественника в фильме».

### Фильм 2021 года
В фильме Дени Вильнёва «Дюна» 2021 года барона Харконнена сыграл Стеллан Скарсгард. Скарсгард назвал роль «маленькой, но важной» и отметил: «Я каждый день гримировался по семь часов, потому что мне нужно было быть очень толстым». Вильнёв отметил:
Как бы я ни любил книгу, я чувствовал, что барон очень часто выглядел карикатурно. И я попытался придать ему большее измерение. Вот почему я пригласил Стеллана. У Стеллана есть что-то в глазах. Вы чувствуете, что кто-то думает, думает, думает, думает — у него есть напряжение и расчёт внутри, глубоко в глазах. Я могу подтвердить, что это может быть очень страшно.
Дени Вильнёв заявлял, что, хотя большая часть книги хорошо состарилась, некоторые её аспекты нуждаются в обновлении. В частности, злодеям романа не хватает глубины, и что с бароном Харконненом у него было «много работы»: Я не хотел, чтобы [барон Харконнен] выглядел шуткой, карикатурой или толстым ребёнком. Я хотел создать угрозу, создать страх. Создать неразговорчивого персонажа, в котором мы чувствуем его высокий интеллект. Параноидальный персонаж, который всё время просчитывает, кого бы вы боялись за одно лишь его присутствие.

## Анализ
Уильям Хьюз называет барона «одним из самых культовых злодеев во всей научной фантастике», а Стюарт Коновер из ScienceFiction.com описывает его как «одного из самых коварных злодеев». Мод Кэмпбелл из «Популярной механики» пишет, что Барон — «один из самых злых персонажей, когда-либо изображённых на бумаге (включая Дарта Вейдера)».
Автор Эммет Ашер-Перрин из интернет журнала TOR, посвящённого научной фантастике и фентези, отмечает:
Дюна была написана в 1960-х годах, когда были распространены определённые методы кодирования при создании персонажей злодеев. В случае с бароном, есть две основные проблемы, две характеристики, которые в дальнейшем от имени рассказа используются для утверждения его одиозности … барон страдает ожирением и обладает нетрадиционной сексуальной ориентацией … Барон Харконнен является единственным толстым и единственным явно не гетеросексуальным персонажем в романе … Когда злодей является единственным персонажем, который обладает определёнными характеристиками, то это явным образом осведомляет читателя или зрителя о том, что эти характеристики связаны с его моральными качествами …

## Отсылки к персонажу
В манге Коты Хирано «Хеллсинг» героиня Виктория Серас использует несколько видов вооружений под названиями «Харконнен» и «Владимир». Как признался автор, это отсылка именно к Владимиру Харконнену.